# Igor Žabič
Igor Žabič, né le 15 août 1992 à Celje, est un handballeur professionnel international slovène.
Il mesure 2,01 m et pèse 110 kg. Il joue au poste de pivot.

## Biographie
Originaire de Celje, Igor Žabič intègre le centre de formation du club de sa ville natale, le RK Celje, avant de passer professionnel au sein du club en 2011. Après trois saisons, il part pour le club voisin du RK Maribor. En 2015, il part pour la Pologne du côté du Śląsk Wrocław mais en novembre 2015, avec deux autres joueurs de l'équipe, il a refusé de se déplacer pour un match face MMTS Kwidzyn du fait d'impayés de salaire. Il résilie son contrat d'un commun accord et termine la saison en Hongrie avec l'Orosházi FKSE. Il signe ensuite pour le club portugais du Sporting Lisbonne. En 2017, il retrouve le championnat polonais avec le Wisła Płock. Après trois saisons, il signe pour le Limoges Handball,,,.  
Žabič fut sélectionné pour participer à l'Euro 2018 et l'Euro 2020. 

## Palmarès

### En club
Compétitions internationales
- Vainqueur de la Coupe Challenge (C4) en 2017

Compétitions nationales
- Vainqueur du Championnat de Slovénie en 2014
- Vainqueur de la Coupe de Slovénie en 2012, 2013 et 2014
- Vainqueur du Championnat du Portugal en 2017
- Finaliste de la Coupe du Portugal en 2017
- Vice-champion du Championnat de Pologne en 2018, 2019 et 2020
- Finaliste de la Coupe de Pologne en 2019

### En sélection
- 8e place au Championnat d'Europe 2018
- 4e place au Championnat d'Europe 2020